# Alyce Thornycroft
Alyce Mary Thornycroft (* 1844; † 1906), auch in der Reihenfolge Mary Alyce und bis 1865 Alice, war eine britische Bildhauerin und Malerin.

## Leben
Alyce Thornycroft wurde 1844 als älteste Tochter der Bildhauer Thomas (1815–1885) und Mary Thornycroft (1814–1895) geboren. Unter ihren Geschwistern sind mehrere Künstler: die Malerin und Bildhauerin Helen Thornycroft (1848–1937), der Bildhauer Hamo Thornycroft (1850–1925) und die Malerin Theresa Thornycroft (1853–1947). Ihr älterer Bruder war ferner der Schiffbauingenieur John Isaac Thornycroft (1843–1928). Zusammen mit ihren Geschwistern erhielt sie von früh an von ihren Eltern Kunstunterricht, insbesondere in der Bildhauerei. Von Kindheit an beherrschte sie die Modellierung und das Herausschlagen der Skulpturen aus dem Stein. Als 18-Jährige begann sie mit einer Empfehlung des Bildhauers John Henry Foley ein Studium an der Schule der Royal Academy of Arts, wo sie 1864 ihre ersten Werke ausstellte. Ein Jahr später änderte sie die Schreibweise ihres Vornamens von Alice zu Alyce, inspiriert durch die Liebe zum Mittelalter der Präraffaeliten.
Finanziert durch das Erbe einer Tante reiste Alyce 1871 gemeinsam mit ihrem Bruder Hamo und ihrer Schwester Helen durch Frankreich und Italien. Die nächsten Jahre verbrachte sie im Zuhause der Familie, wo sie häufig mit ihren Eltern und Geschwistern zusammenarbeitete. Zu diesem Zeitpunkt hatte sich Alyce zunehmend von der Bildhauerei ab- und der Malerei zugewendet. Sie konzentrierte sich dabei auf Porträtmalerei im Stil von George Frederic Watts und nutzte oftmals Mitglieder ihrer Familie als Models. Ein Porträtgemälde ihres Vaters stellte sie 1871 bei der Royal Academy of Arts aus, ein weiteres Gemälde zeigte sie 1872 bei der Society of Women Artists. Im weiteren Verlauf der 1870er Jahre und in den folgenden Jahren brachen verstärkt Konflikte zwischen Alyce und ihren Geschwistern auf, die ihre älteste Schwester in Tagebucheinträgen als reizbar und egoistisch beschreiben. Es scheint, dass die Hauptursache des Konfliktes der Widerspruch zwischen Alyces Wunsch nach einer künstlerischen Karriere und der von ihr wahrgenommenen Pflicht, als älteste Schwester für ihre alten Eltern zu sorgen, war. Bemühungen Helens, an der Pflege der Eltern teilzuhaben, lehnte sie allerdings ab. Nach dem Tod ihres Vaters lebte Alyce mit ihrer Mutter zusammen und wurde von ihrem Bruder Hamo finanziell gestützt. Für 1892 ist eine Teilnahme an einer Ausstellung in der Walker Art Gallery in Liverpool bezeugt. In ihren letzten Jahren vor ihrem Tod 1906 litt sie zunehmend an psychischen Problemen.
Eine von Alyce Thornycroft gefertigte Skulptur ihrer Mutter ist heute im Besitz der Londoner National Portrait Gallery. Ein ihre Mutter zeigendes Porträtgemälde befindet sich in der Leeds Art Gallery. Wenngleich die von Thornycroft bekannten Werke ihr Talent bezeugen, ist ihr Œuvre im Vergleich zu ihren Geschwistern doch marginal.